# احمدعلی احمدی
احمدعلی احمدی(۱۳۰۳-) وزیر کشاورزی و عمران روستایی و یک تکنوکرات در دوران پهلوی بود.

## تحصیلات
احمدی متولد سال ۱۳۰۳ بود. او تحصیلات خود را در مقطع لیسانس در رشته مهندسی کشاورزی در دانشگاه ایالتی یوتا و فوق لیسانس و دکترای خود را در کشاورزی از دانشگاه کرنل انجام داد. او مدتی نیز استاد دانشگاه آمریکایی بیروت بود.

## فعالیتهای اداری
او پس از بازگشت به ایران فعالیت‌های خود را در وزارت کشاورزی و سازمانهای وابسته به این امر شروع کرد او به عنوان معاون فنی، معاون مدیرعامل سازمان آب و برق خوزستان(۱۳۳۹– ۱۳۴۶)، معاون پارلمانی و معاون ماهیگیری و زندگی وحوش در وزارت منابع طبیعی (۱۳۴۶– ۱۳۵۰)، معاون پارلمانی وزارت کشاورزی (۱۳۵۰ – ۱۳۵۱)، مدیرعامل کشت و صنعت بین‌المللی فعالیت کرد.
وی سرانجام در دولت جمشید آموزگار (۱۳۵۷–۱۳۵۵) به عنوان وزیر کشاورزی منصوب و فعالیت کرد.

## ازدواج و فرزندان
احمدی با بانویی آمریکایی به نام ماری از فارغ‌التحصیل دانشگاه کرنل ازدواج کرد و دو دختر حاصل این ازدواج بود.

## خاطرات
احمدی خاطرات خود را طی هشت قسمت در گفتگویی با بنیاد مطالعات ایران ثبت کرده است.